# Hajer Aziz
Hajer Aziz est une avocate et femme politique tunisienne membre du parti islamiste Ennahdha.
Elle représente la première circonscription de Tunis au sein de l'assemblée constituante élue le 23 octobre 2011.

## Biographie
Elle étudie le droit à l'Université de Tunis - El Manar et, après avoir travaillé dans la fonction publique et une banque pendant un an, elle devient en 1993 avocate spécialisée en droit privé. Elle adhère aux idées d’Ennahdha lorsqu’elle est étudiante à l'université, en 1984, et défend à plusieurs reprises des islamistes, notamment à la suite de la fusillade de Soliman. Elle fait face à nombre de difficultés dans l'exercice de sa profession, ainsi que son époux qui est suivi par la police secrète.
Elle adhère officiellement au mouvement Ennahdha après la révolution de 2011 et figure sur l'une de ses listes pour l'élection de l'assemblée constituante du 23 octobre 2011. Elle y devient premier rapporteur de la commission du préambule, des principes fondamentaux et de la révision de la Constitution et membre de la commission de la législation générale, ainsi que membre de la commission d'enquête sur les incidents du 9 avril 2012.

## Vie privée
Hajer Aziz est mariée à un juge et mère d’un enfant. Elle vit à Tunis, plus précisément dans le quartier de Montfleury.